# 珀赖
珀赖（法語：Peray，法語發音：[pəʁɛ]）是法国卢瓦尔河地区大区萨尔特省的一个市镇，属于马梅尔斯区。  

## 历史
1944年8月，盟军解放该地区后，第九航空队第九工程指挥部的工程师们开始在镇外建造一个先进着陆场（Advanced Landing Ground）。9月2日，该机场宣布投入使用，命名为“A-44”，一直到1944年11月部队转入法国中部地区时，该机场才被多支作战部队使用。此后，该机场被关闭。

## 地理
珀赖（48°14'54"N, 0°21'51"E）面积2.45 平方千米，位于法国卢瓦尔河地区大区萨尔特省，该省份为法国西北部内陆省份，北起顺时针与奥恩省、厄尔-卢瓦省、卢瓦-谢尔省、安德尔-卢瓦尔省、曼恩-卢瓦尔省和马耶讷省接壤，是法国大西部的入口，连接卢瓦尔河谷、布列塔尼和巴黎盆地。
与珀赖接壤的市镇（或旧市镇、城区）包括：索努瓦地区阿韦讷、库尔西瓦勒、诺韦、圣艾尼昂、马罗勒莱布罗。
珀赖的时区为UTC+01:00、UTC+02:00（夏令时）。

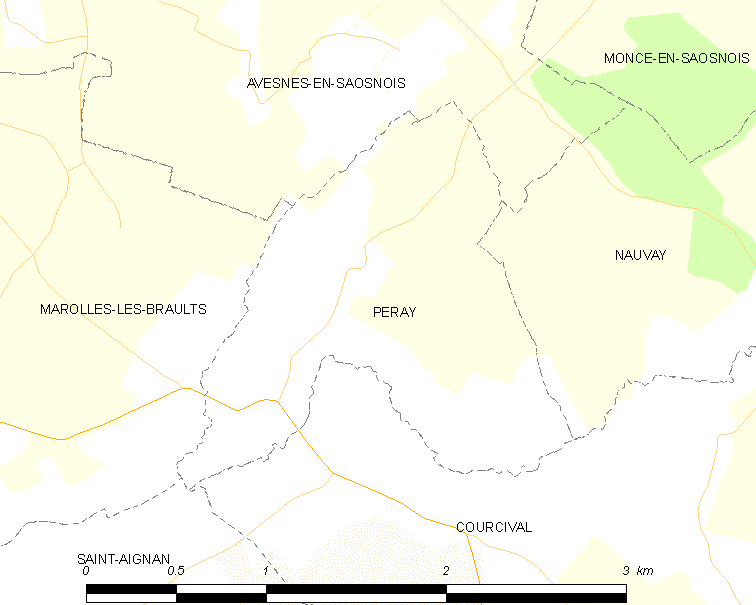
珀赖的OSM定位图

## 行政
珀赖的邮政编码为72260，INSEE市镇编码为72233。

## 政治
珀赖所属的省级选区为马梅尔斯县。

## 人口

1962-2008年间珀赖人口变化图示

珀赖于2022年1月1日时的人口数量为71人。